# 二条弼基

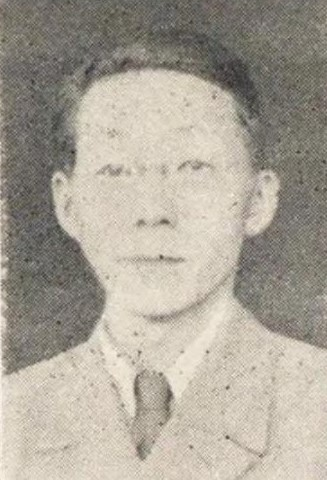
二条弼基

二条 弼基（にじょう たねもと、1910年〈明治43年〉6月19日 - 1985年〈昭和60年〉8月28日）は、日本の工学者、政治家、華族。貴族院公爵議員、工学博士。

## 経歴
東京府出身。男爵・二条正麿の三男として生まれ、二条家第28代当主・二条厚基の死後、相続争いが起こる中で、弼基の聡明さが認められて養子となる。1930年9月1日、公爵を襲爵。1934年、東北帝国大学理学部地質科を卒業し、さらに1937年同大学工学部電気科を卒業。
1937年、逓信省電気試験所に入所し研究員となり、1939年、逓信技師に任官。
1940年6月19日、満30歳に達し貴族院公爵議員に就任し、火曜会に所属し1947年5月2日の貴族院廃止まで在任した。
戦後は、逓信省電気通信研究所無線器具課長、郵政省電波研究所次長、同省電波監理局監視長、同局次長などを歴任。1962年に退官して松下電器に入社し、技術本部研究調整部長、同本部研究所長、同研究所参与を務めた。
1976年、伊勢神宮大宮司に就任。その他、藤商会会長、堂上会理事長などを務めた。

## 受賞
- 1975年 丹羽高柳賞功績賞「テレビジョン放送の実現およびその進展に尽くした功績」[7]。
- 1979年 日本ITU協会賞（一般活動関係）[7]

## 栄典
- 1940年（昭和15年）8月15日 - 紀元二千六百年祝典記念章[8]

## 親族
- 母：二条鶴子（酒井忠道の娘）[9]
- 妻：二条恭仁子（くにこ、多嘉王三女）[1]
  - 子息：二条基敬（もとゆき）[1]